# 東莫里奇斯 (紐約州)
東莫里奇斯（英語：East Moriches）是位於美國紐約州薩福克縣的普查規定居民點。

## 人口
根據2020年美國人口普查的數據，東莫里奇斯的面積為15.57平方千米，當中陸地面積為14.06平方千米，而水域面積為1.51平方千米。當地共有人口5946人，而人口密度為每平方千米381.89人。